# Pierce Lepage
Pierce Lepage (né le 22 janvier 1996 à Whitby) est un athlète canadien, spécialiste des épreuves combinées.
Il devient champion du monde du  décathlon en 2023 à Budapest.

## Biographie
Champion du Canada du décathlon en 2017, il remporte la médaille d'argent des Jeux du Commonwealth de 2018, à Gold Coast, devancé par le Grenadien Lindon Victor.
Il se classe 5e des championnats du monde 2019 à Doha avec 8 445 pts, et se classe également 5e du décathlon des Jeux olympiques de 2020 en établissant un nouveau record personnel avec 8 604 pts.
En juillet 2022 aux championnats du monde d'athlétisme à Eugene aux États-Unis, Pierce Lepage décroche la médaille d'argent en portant son record personnel à 8 701 pts après avoir notamment remporté l'épreuve du 110 m haies. Il s'incline devant le Français Kevin Mayer.
Le 26 août 2023, il remporte la médaille d'or du décathlon lors des championnats du monde de Budapest en réalisant le meilleur total de sa carrière avec 8 909 pts. Il devance son compatriote Damian Warner et le Grenadin Lindon Victor.
En avril 2024, il se blesse et souffre d'une hernie discale qui l'oblige à déclarer forfait pour les Jeux olympiques de Paris.

## Palmarès
| Date | Compétition                           | Lieu                                  | Résultat | Épreuve   | Points     |
| ---- | ------------------------------------- | ------------------------------------- | -------- | --------- | ---------- |
| 2018 | Jeux du Commonwealth                  | Gold Coast                            | 2e       | Décathlon | 8 171 pts  |
| 2019 | Jeux panaméricains                    | Lima                                  | 3e       | Décathlon | 8 161 pts  |
| 2019 | Championnats du monde                 | Doha                                  | 5e       | Décathlon | 8 445 pts  |
| 2019 | Coupe du monde des épreuves combinées | Coupe du monde des épreuves combinées | 3e       | Décathlon | 25 059 pts |
| 2021 | Jeux olympiques                       | Tokyo                                 | 5e       | Décathlon | 8 604 pts  |
| 2022 | Championnats du monde                 | Eugene                                | 2e       | Décathlon | 8 701 pts  |
| 2023 | Championnats du monde                 | Budapest                              | 1er      | Décathlon | 8 909 pts  |

## Records
| Épreuve           | Performance   | Lieu        | Date            |
| ----------------- | ------------- | ----------- | --------------- |
| 100 m             | 10 s 28       | Götzis      | 27 mai 2023     |
| Saut en longueur  | 7,80 m        | Montréal    | 26 juillet 2019 |
| Lancer du poids   | 15,99 m       | Baton Rouge | 22 avril 2023   |
| Saut en hauteur   | 2,09 m        | Götzis      | 27 mai 2017     |
| 400 m             | 46 s 84       | Eugene      | 23 juillet 2022 |
| 110 m haies       | 13 s 77       | Budapest    | 25 août 2023    |
| Lancer du disque  | 53,26 m       | Eugene      | 24 juillet 2022 |
| Saut à la perche  | 5,25 m        | Talence     | 23 juin 2019    |
| Lancer du javelot | 63,09 m       | Götzis      | 27 mai 2023     |
| 1 500 m           | 4 min 31 s 85 | Tokyo       | 5 août 2021     |
| Décathlon         | 8 909 pts     | Budapest    | 26 aout 2023    |